# Лінда Лавлейс
Лі́нда С'ю́зен Бо́рімен (англ. Linda Susan Boreman, 10 січня 1949, Бронкс, Нью-Йорк, США — 22 квітня 2002), у шлюбі Лачіано, відома як Лінда Ла́влейс — колишня американська порноакторка, мемуаристка, антипорнографічна феміністка. Прославилася участю у порнофільмі «Глибоке горло», в якому знялася з примусу свого колишнього чоловіка та сутенера Чака Трейнора. Після розлучення покинула порноіндустрію, стала християнкою, феміністкою й антипорнографічною активісткою, опублікувала кілька автобіографічних книг про порноіндустрію. 

## Життєпис
Народилася 10 січня 1949 року в Бронксі. Коли Борімен було 3 роки, сім'я переїхала в Йонкерс. Її батьки дотримувалися суворих пуританських поглядів. Батько-поліцейський і часто був відсутній вдома, мати ж мала важкий і владний характер і практикувала тілесні покарання. У школі Лінда отримала прізвисько «Черниця» через свої майже пуританські погляди. За словами парафіяльного священника, у якого Лінда була в приході, вона була «найкращою з його парафіянок».  
У 20 років народила позашлюбного первістка, якого її мати обманом змусила віддати на усиновлення . Незабаром після цього Лінда поїхала в Нью-Йорк, щоб там ходити в комп'ютерну школу. Там 1970 року вона потрапила в автомобільну аварію, отримавши серйозні травми, потребувала переливання крові. Під час цього переливання їй передали гепатит. 
Одужуючи в будинку своїх батьків, Борімен познайомилася з Чаком Трейнором, що спочатку був привабливим і уважним, а потім став застосовувати насильство. Він змусив її переїхати в Нью-Йорк, де став її менеджером, сутенером і примусово одружився з нею. Незабаром з'ясувалося, що Трейнор був алкоголіком і домашнім тираном. Він бив її, накачував наркотиками, гіпнотизував, дозволяв різним чоловікам її гвалтувати та, погрожуючи пістолетом, примушував до проституції і порнографії. 

### Порноіндустрія
У порноіндустрію її втягнув Трейнор, який був власником бару та сутенером. Першим її порнофільмом стало зоопорно 1969 року Dogfucker. У 1971 році Борімен була знята у порнофільмі про «золотий дощ» Piss Orgy.
У 1972 році вийшов порнофільм «Глибоке горло» з Ліндою Борімен у головній ролі. Досі невідомо, кому належала ідея фільму, проте через незвичайність сюжету продюсери зважилися виділити гроші на зйомки. Фільм зробив Борімен порнозіркою та встановив нові стандарти в порноіндустрії. Лінді писали чоловіки і жінки з усієї країни, просячи описати небезпечну техніку феляції «глибоке горло». Стрічка заробила понад 600 мільйонів доларів, однак Борімен заплатили лише 1250 доларів, які згодом конфіскував Трейнор. Через три місяці після виходу фільму вона вирушила США з лекціями «Глибоке горло та повсякденне життя». Було випущено «Глибоке горло 2» і «Лінду Лавлейс в президенти», а також кілька інших порнофільмів.
Невдовзі Борімен змогла розлучитися, після чого почала активну кампанію проти порнографії та експлуатації жінок.

### Рух проти порнографії
У 1980 році Лінда Борімен почала активну кампанію проти порнографії та експлуатації жінок. Вона прийняла християнство і стала феміністкою . Спільно з юристом і журналістом Майком Макгреді Борімен опублікувала автобіографію «Важкі випробування» (англ. Ordeal), де описала пережите нею насильство з боку колишнього чоловіка . За її зізнанням, всі її позитивні відгуки про порноіндустрію диктував він. У книзі вона так описала своє життя з Трейнором та досвід у порноіндустрії:
Коли у відповідь на його пропозиції я дала йому знати, що я не буду займатися проституцією, і сказала йому, що збираюся піти, [Трейнор] побив мене, і почалося постійне психологічне насильство. Я буквально стала полонянкою. Він не дозволяв мені виходити з його поля зору. Навіть коли я ходила в туалет, він спостерігав за мною через дірку в дверях. Вночі він спав на мені. Він слухав мої телефонні розмови з пістолетом 45 калібру, спрямованим на мене. Відтоді я страждала від психологічного насильства кожен день. Він зіпсував мої стосунки з іншими людьми й змусив мене одружитися з ним за порадою його адвоката.

Моєб посвятою в проституцію було групове зґвалтування п'ятьма чоловіками, організоване містером Трейнором. Це був переломний момент в моєму житті. Він погрожував застрелити мене з пістолета, якщо я не зроблю це. У мене ніколи раніше не було анального сексу, і це порвало мене на частини. Вони поводилися зі мною як з надувною пластиковою лялькою, піднімаючи мене і рухаючи в різні боки. Вони розсовували мені ноги, пхаючи свої штуки на мене і в мене, вони грали в музичні стільці з частинами мого тіла. Я ніколи в житті не була така налякана, зганьблена і зневажена. Я відчувала себе сміттям. Я займалася сексом в порнофільмах проти волі, щоб не бути вбитою... Життя моєї родини було під загрозою.Оригінальний текст (англ.)
When in response to his suggestions I let him know I would not become involved in prostitution in any way and told him I intended to leave, [Traynor] beat me and the constant mental abuse began. I literally became a prisoner, I was not allowed out of his sight, not even to use the bathroom, where he watched me through a hole in the door. He slept on top of me at night, he listened to my telephone calls with a .45 automatic eight shot pointed at me. I suffered mental abuse each and every day thereafter. He undermined my ties with other people and forced me to marry him on advice from his lawyer.
My initiation into prostitution was a gang rape by five men, arranged by Mr. Traynor. It was the turning point in my life. He threatened to shoot me with the pistol if I did not go through with it. I had never experienced anal sex before and it ripped me apart. They treated me like an inflatable plastic doll, picking me up and moving me here and there. They spread my legs this way and that, shoving their things at me and into me, they were playing musical chairs with parts of my body. I have never been so frightened and disgraced and humiliated in my life. I felt like garbage. I engaged in sex acts in pornography against my will to avoid being killed ... The lives of my family were threatened.

Автобіографія стала бестселером. Лінду Марчіано (прізвище у другому шлюбі) підтримали радикальні феміністки, такі як Андреа Дворкін, Глорія Стайнем і Кетрін Еліс Маккіннон. Марчіано давала лекції по всій країні про насильство в порноіндустрії. Вона з'явилася в телешоу Філа Донаг'ю. У 1986 році заявила перед комісією генерального прокурора США: «Щоразу той, хто дивиться цей фільм [Глибоке горло], спостерігає мене зґвалтованою». Раніше в інтерв'ю Toronto Sun вона наголошувала: «Це злочин, що кіно все ще показують; до моєї голови весь час було приставлено зброю». У тому ж році Лінда Марчіано опублікувала автобіографію «Звільнення від рабства» (англ. Out of Bondage) з передмовою Глорії Стайнем. В кінці книги вона дала обіцянку займатися просвітою в кампусах коледжів про насильство в порнографії.

## Особисте життя
У 1974 році одружилася з Ларрі Маркіано. Народила двох дітей: Домінік (1977) і Ліндсей (1980). У 1996 році вони розлучились через алкоголізм та насильство чоловіка щодо дітей.

## Останні роки
Лінда Борімен захворіла на гепатит через переливання крові, яке їй зробили після автомобільної аварії в 1970 році. У 1987 році їй пересадили печінку.
3 квітня 2002 року вона потрапила в автомобільну аварію, де отримала значні пошкодження внутрішніх органів. 22 квітня того ж року померла на очах у колишнього чоловіка Ларрі Марчіано та дітей.

## Фільмографія
- 1969 — Dog Fucker
- 1971 — Piss Orgy
- 1972 — «Глибоке горло»
- 1974 — The Confessions of Linda Lovelace
- 1974 — «Глибоке горло 2»
- 1975 — «Лінду Лавлейс у президенти»